# 金孝元
金 孝元（きん こうげん、キム・ヒョウォン、朝鮮語: 김효원、1532年 - 1590年4月1日）は、韓国李氏朝鮮中期の文臣、政治家、性理学者である。東人の初代党首であった。沈義謙との葛藤で東西毎分を誘発した。字は仁伯、号は省庵。